# Stanley-Cup-Playoffs 1978
Die Playoffs um den Stanley Cup des Jahres 1978 begannen am 11. April 1978 und endeten am 25. Mai 1978 mit dem 4:2-Sieg der Canadiens de Montréal über die Boston Bruins. Die Canadiens errangen somit ihren dritten Stanley Cup in Folge sowie den insgesamt 21. ihrer Franchise-Geschichte. Zudem stellten sie in Larry Robinson den mit der Conn Smythe Trophy ausgezeichneten Most Valuable Player dieser post-season, der gemeinsam mit Guy Lafleur die Scorerliste der Playoffs anführte. Für die Bruins hingegen, die bereits im Vorjahr im Endspiel an den Canadiens gescheitert waren (0:4), war es die dritte Finalniederlage in Folge. Ferner markierte das Aufeinandertreffen beider Teams die erste direkte Neuauflage einer Finalserie seit 1969 (Montréal gegen St. Louis), während dies bereits sechs Jahre später erneut passieren sollte (1984: Edmonton gegen New York).
Während die Detroit Red Wings zum ersten Mal nach sieben Jahren wieder die Playoffs erreichten, baute das Franchise der California Golden Seals/Cleveland Barons seine Negativserie auf acht Saisons ohne Teilnahme an der post-season aus und egalisierte somit den derzeitigen NHL-Rekord der Boston Bruins (1960 bis 1967 ohne Playoff-Teilnahme).

## Modus
Die zwölf für die Playoffs qualifizierten Teams wurden entsprechend ihrer Leistung in der regulären Saison (meiste Punkte; bei Gleichstand meiste Siege) auf der Setzliste platziert. Dabei waren allerdings die vier Divisionssieger per Freilos für das Viertelfinale gesetzt, während die übrigen acht Teilnehmer eine Vorrunde ausspielten. In allen Runden wurden die Paarungen durch die Setzliste bestimmt, so traf jeweils die am höchsten gesetzte auf die am niedrigsten gesetzte Mannschaft, die Nummer zwei auf das vorletzte Team usw.
Die Serien der Vorrunde wurden im Best-of-Three-, die Serien aller folgenden Runden im Best-of-Seven-Modus ausgespielt, das heißt, dass ein Team ab dem Viertelfinale vier Siege zum Weiterkommen benötigte; in der ersten Runde nur zwei. Das höher gesetzte Team hatte dabei – ab der zweiten Runde – in den ersten beiden Spielen Heimrecht, die nächsten beiden das gegnerische Team. Sollte bis dahin kein Sieger aus der Runde hervorgegangen sein, wechselte das Heimrecht von Spiel zu Spiel. So hatte die höher gesetzte Mannschaft in den Spielen 1, 2, 5 und 7, also vier der maximal sieben Spiele, einen Heimvorteil. In der Vorrunde wechselte das Heimrecht dagegen von Spiel zu Spiel.
Bei Spielen, die nach der regulären Spielzeit von 60 Minuten unentschieden blieben, folgte die Overtime. Sie endete durch das erste erzielte Tor (Sudden Death).

## Qualifizierte Teams
|  | - (1) Canadiens de Montréal D - (2) Boston Bruins D - (3) New York Islanders D - (4) Philadelphia Flyers - (5) Buffalo Sabres - (6) Toronto Maple Leafs | - (7) Atlanta Flames - (8) Chicago Black Hawks D - (9) Detroit Red Wings - (10) Los Angeles Kings - (11) New York Rangers - (12) Colorado Rockies |

Legende:

## Playoff-Baum
|  | Vorrunde                                                              | Vorrunde              | Vorrunde      |   | Viertelfinale         | Viertelfinale | Viertelfinale |  | Halbfinale | Halbfinale | Halbfinale |  |  | Stanley-Cup-Finale | Stanley-Cup-Finale | Stanley-Cup-Finale |
|  |                                                                       |                       |               |   |                       |               |               |  |            |            |            |  |  |                    |                    |                    |
|  | 1                                                                     | Canadiens de Montréal |               |   |                       |               |               |  |            |            |            |  |  |                    |                    |                    |
|  |                                                                       | Freilos               |               |   |                       |               |               |  |            |            |            |  |  |                    |                    |                    |
|  | 1                                                                     | Canadiens de Montréal | 4             |   |                       |               |               |  |            |            |            |  |  |                    |                    |                    |
|  | 1                                                                     | Canadiens de Montréal | 4             |   |                       |               |               |  |            |            |            |  |  |                    |                    |                    |
|  | 9                                                                     | Detroit Red Wings     | 1             |   |                       |               |               |  |            |            |            |  |  |                    |                    |                    |
|  | 9                                                                     | Detroit Red Wings     | 1             | 2 | Boston Bruins         |               |               |  |            |            |            |  |  |                    |                    |                    |
|  |                                                                       |                       |               | 2 | Boston Bruins         |               |               |  |            |            |            |  |  |                    |                    |                    |
|  |                                                                       | Freilos               |               |   |                       |               |               |  |            |            |            |  |  |                    |                    |                    |
|  | 1                                                                     | Canadiens de Montréal | 4             |   |                       |               |               |  |            |            |            |  |  |                    |                    |                    |
|  | 1                                                                     | Canadiens de Montréal | 4             |   |                       |               |               |  |            |            |            |  |  |                    |                    |                    |
|  | 6                                                                     | Toronto Maple Leafs   | 0             |   |                       |               |               |  |            |            |            |  |  |                    |                    |                    |
|  | 6                                                                     | Toronto Maple Leafs   | 0             | 3 | New York Islanders    |               |               |  |            |            |            |  |  |                    |                    |                    |
|  |                                                                       |                       |               | 3 | New York Islanders    |               |               |  |            |            |            |  |  |                    |                    |                    |
|  |                                                                       | Freilos               |               |   |                       |               |               |  |            |            |            |  |  |                    |                    |                    |
|  | 2                                                                     | Boston Bruins         | 4             |   |                       |               |               |  |            |            |            |  |  |                    |                    |                    |
|  | 2                                                                     | Boston Bruins         | 4             |   |                       |               |               |  |            |            |            |  |  |                    |                    |                    |
|  | 8                                                                     | Chicago Black Hawks   | 0             |   |                       |               |               |  |            |            |            |  |  |                    |                    |                    |
|  | 8                                                                     | Chicago Black Hawks   | 0             | 4 | Philadelphia Flyers   | 2             |               |  |            |            |            |  |  |                    |                    |                    |
|  |                                                                       |                       |               | 4 | Philadelphia Flyers   | 2             |               |  |            |            |            |  |  |                    |                    |                    |
|  | 12                                                                    | Colorado Rockies      | 0             |   |                       |               |               |  |            |            |            |  |  |                    |                    |                    |
|  | 12                                                                    | Colorado Rockies      | 0             | 1 | Canadiens de Montréal | 4             |               |  |            |            |            |  |  |                    |                    |                    |
|  | (Die Teams wurden nach der ersten und der zweiten Runde neu gesetzt.) |                       |               | 1 | Canadiens de Montréal | 4             |               |  |            |            |            |  |  |                    |                    |                    |
|  |                                                                       | 2                     | Boston Bruins | 2 |                       |               |               |  |            |            |            |  |  |                    |                    |                    |
|  | 5                                                                     | 2                     | Boston Bruins | 2 | Buffalo Sabres        | 2             |               |  |            |            |            |  |  |                    |                    |                    |
|  | 5                                                                     |                       |               |   | Buffalo Sabres        | 2             |               |  |            |            |            |  |  |                    |                    |                    |
|  | 11                                                                    | New York Rangers      | 1             |   |                       |               |               |  |            |            |            |  |  |                    |                    |                    |
|  | 11                                                                    | New York Rangers      | 1             | 3 | New York Islanders    | 3             |               |  |            |            |            |  |  |                    |                    |                    |
|  |                                                                       |                       |               | 3 | New York Islanders    | 3             |               |  |            |            |            |  |  |                    |                    |                    |
|  | 6                                                                     | Toronto Maple Leafs   | 4             |   |                       |               |               |  |            |            |            |  |  |                    |                    |                    |
|  | 6                                                                     | Toronto Maple Leafs   | 4             | 6 | Toronto Maple Leafs   | 2             |               |  |            |            |            |  |  |                    |                    |                    |
|  |                                                                       |                       |               | 6 | Toronto Maple Leafs   | 2             |               |  |            |            |            |  |  |                    |                    |                    |
|  | 10                                                                    | Los Angeles Kings     | 0             |   |                       |               |               |  |            |            |            |  |  |                    |                    |                    |
|  | 10                                                                    | Los Angeles Kings     | 0             | 2 | Boston Bruins         | 4             |               |  |            |            |            |  |  |                    |                    |                    |
|  |                                                                       |                       |               |   |                       |               |               |  |            |            |            |  |  |                    |                    |                    |
|  | 4                                                                     | Philadelphia Flyers   | 1             |   |                       |               |               |  |            |            |            |  |  |                    |                    |                    |
|  | 4                                                                     | Philadelphia Flyers   | 1             | 7 | Atlanta Flames        | 0             |               |  |            |            |            |  |  |                    |                    |                    |
|  |                                                                       |                       |               | 7 | Atlanta Flames        | 0             |               |  |            |            |            |  |  |                    |                    |                    |
|  | 9                                                                     | Detroit Red Wings     | 2             |   |                       |               |               |  |            |            |            |  |  |                    |                    |                    |
|  | 9                                                                     | Detroit Red Wings     | 2             | 4 | Philadelphia Flyers   | 4             |               |  |            |            |            |  |  |                    |                    |                    |
|  |                                                                       |                       |               | 4 | Philadelphia Flyers   | 4             |               |  |            |            |            |  |  |                    |                    |                    |
|  | 5                                                                     | Buffalo Sabres        | 1             |   |                       |               |               |  |            |            |            |  |  |                    |                    |                    |
|  | 5                                                                     | Buffalo Sabres        | 1             | 8 | Chicago Black Hawks   |               |               |  |            |            |            |  |  |                    |                    |                    |
|  |                                                                       |                       |               | 8 | Chicago Black Hawks   |               |               |  |            |            |            |  |  |                    |                    |                    |
|  |                                                                       | Freilos               |               |   |                       |               |               |  |            |            |            |  |  |                    |                    |                    |

## Vorrunde

### (4) Philadelphia Flyers – (12) Colorado Rockies
| 11. April 1978 | Philadelphia Flyers Rick MacLeish (11:57) Bobby Clarke (39:31) Mel Bridgman (60:23) | 3:2 n. V. (1:1, 1:0, 0:1, 1:0) Spielbericht Stand: 1:0 | Colorado Rockies Denis Dupéré (17:45) Dave Hudson (41:48) | The Spectrum, Philadelphia, Pennsylvania Zuschauer: 17.077 |

| 13. April 1978 | Colorado Rockies Dennis Owchar (6:59) | 1:3 (1:1, 0:0, 0:2) Spielbericht Stand: 0:2 | Philadelphia Flyers Reggie Leach (2:41) Don Saleski (41:13) Bob Kelly (50:36) | McNichols Sports Arena, Denver, Colorado Zuschauer: 16.399 |

### (5) Buffalo Sabres – (11) New York Rangers
| 11. April 1978 | Buffalo Sabres Gilbert Perreault (16:41) Rick Martin (32:28) Jocelyn Guèvremont (48:33) Gary McAdam (57:50) | 4:1 (1:0, 1:0, 2:1) Spielbericht Stand: 1:0 | New York Rangers Steve Vickers (42:35) | Buffalo Memorial Auditorium, Buffalo, New York Zuschauer: 16.433 |

| 13. April 1978 | New York Rangers Steve Vickers (14:36) Pat Hickey (19:59) Ron Duguay (35:07) Don Murdoch (61:37) | 4:3 n. V. (2:2, 1:1, 0:0, 1:0) Spielbericht Stand: 1:1 | Buffalo Sabres René Robert (3:06) Derek Smith (16:29) Danny Gare (38:04) | Madison Square Garden, New York City, New York Zuschauer: 17.500 |

| 15. April 1978 | Buffalo Sabres Gilbert Perreault (28:04) Craig Ramsay (34:23) Danny Gare (35:56) René Robert (50:32) | 4:1 (0:0, 3:1, 1:0) Spielbericht Stand: 2:1 | New York Rangers Pat Hickey (39:18) | Buffalo Memorial Auditorium, Buffalo, New York Zuschauer: 16.433 |

### (6) Toronto Maple Leafs – (10) Los Angeles Kings
| 11. April 1978 | Toronto Maple Leafs Stan Weir (6:35) Jerry Butler (15:53) Tiger Williams (32:48) Börje Salming (33:24) George Ferguson (42:18) George Ferguson (44:48) George Ferguson (49:51) | 7:3 (2:0, 2:0, 3:3) Spielbericht Stand: 1:0 | Los Angeles Kings Pete Stemkowski (49:41) Darryl Edestrand (57:52) Glenn Goldup (59:13) | Maple Leaf Gardens, Toronto, Ontario Zuschauer: 16.485 |

| 13. April 1978 | Los Angeles Kings | 0:4 (0:3, 0:0, 0:1) Spielbericht Stand: 0:2 | Toronto Maple Leafs Ron Ellis (1:12) Lanny McDonald (10:38) Jimmy Jones (15:29) Darryl Sittler (53:15) | The Forum, Inglewood, Kalifornien Zuschauer: 12.889 |

### (7) Atlanta Flames – (9) Detroit Red Wings
| 11. April 1978 | Atlanta Flames Guy Chouinard (25:26) Eric Vail (40:09) Dick Redmond (48:07) | 3:5 (0:4, 1:0, 2:1) Spielbericht Stand: 0:1 | Detroit Red Wings Dale McCourt (4:52) Errol Thompson (7:05) Václav Nedomanský (7:32) Dennis Hextall (15:18) André St. Laurent (59:59) | Omni Coliseum, Atlanta, Georgia Zuschauer: 15.155 |

| 13. April 1978 | Detroit Red Wings Václav Nedomanský (25:26) Bill Lochead (48:58) Bill Lochead (58:26) | 3:2 (0:0, 1:1, 2:1) Spielbericht Stand: 2:0 | Atlanta Flames Tom Lysiak (26:29) Bobby Lalonde (54:06) | Detroit Olympia, Detroit, Michigan Zuschauer: 16.671 |

## Viertelfinale

### (1) Canadiens de Montréal – (9) Detroit Red Wings
| 17. April 1978 | Canadiens de Montréal Doug Jarvis (25:53) Réjean Houle (26:46) Yvan Cournoyer (34:39) Steve Shutt (37:31) Yvan Cournoyer (43:25) Pierre Mondou (47:25) | 6:2 (0:0, 4:2, 2:0) Spielbericht Stand: 1:0 | Detroit Red Wings Bill Lochead (27:45) Dale McCourt (38:56) | Forum de Montréal, Montréal, Québec Zuschauer: 15.095 |

| 19. April 1978 | Canadiens de Montréal Larry Robinson (23:37) Yvan Cournoyer (35:19) | 2:4 (0:0, 2:2, 0:2) Spielbericht Stand: 1:1 | Detroit Red Wings Dale McCourt (38:06) Dale McCourt (39:22) Errol Thompson (40:22) Nick Libett (59:22) | Forum de Montréal, Montréal, Québec Zuschauer: 15.095 |

| 21. April 1978 | Detroit Red Wings Nick Libett (7:54) Nick Libett (33:48) | 2:4 (1:1, 1:0, 0:3) Spielbericht Stand: 1:2 | Canadiens de Montréal Steve Shutt (8:38) Jacques Lemaire (40:30) Pierre Larouche (43:46) Yvan Cournoyer (52:38) | Detroit Olympia, Detroit, Michigan Zuschauer: 16.672 |

| 23. April 1978 | Detroit Red Wings | 0:8 (0:3, 0:4, 0:1) Spielbericht Stand: 1:3 | Canadiens de Montréal Doug Risebrough (13:00) Bob Gainey (13:24) Guy Lafleur (15:51) Jacques Lemaire (21:24) Pierre Mondou (25:46) Steve Shutt (27:54) Guy Lafleur (31:30) Steve Shutt (57:37) | Detroit Olympia, Detroit, Michigan Zuschauer: 16.673 |

| 25. April 1978 | Canadiens de Montréal Réjean Houle (0:20) Guy Lapointe (11:09) Doug Jarvis (41:37) Doug Jarvis (57:36) | 4:2 (2:1, 0:1, 2:0) Spielbericht Stand: 4:1 | Detroit Red Wings Václav Nedomanský (9:40) Dennis Polonich (26:40) | Forum de Montréal, Montréal, Québec Zuschauer: 16.079 |

### (2) Boston Bruins – (8) Chicago Black Hawks
| 17. April 1978 | Boston Bruins Brad Park (0:24) Wayne Cashman (6:04) Peter McNab (20:21) Peter McNab (26:12) Bobby Schmautz (46:11) Terry O’Reilly (57:58) | 6:1 (2:1, 2:0, 2:0) Spielbericht Stand: 1:0 | Chicago Black Hawks Grant Mulvey (15:29) | Boston Garden, Boston, Massachusetts Zuschauer: 13.193 |

| 19. April 1978 | Boston Bruins Don Marcotte (12:03) Wayne Cashman (36:59) Rick Middleton (45:17) Terry O’Reilly (61:50) | 4:3 n. V. (1:2, 1:1, 1:0, 1:0) Spielbericht Stand: 2:0 | Chicago Black Hawks Doug Hicks (5:41) Stan Mikita (18:48) Bob Murray (39:13) | Boston Garden, Boston, Massachusetts Zuschauer: 13.744 |

| 21. April 1978 | Chicago Black Hawks Stan Mikita (35:43) Grant Mulvey (53:04) Cliff Koroll (59:33) | 3:4 n. V. (0:2, 1:0, 2:1, 0:1) Spielbericht Stand: 0:3 | Boston Bruins John Wensink (13:01) John Wensink (15:49) Terry O’Reilly (41:14) Peter McNab (70:17) | Chicago Stadium, Chicago, Illinois Zuschauer: 13.187 |

| 23. April 1978 | Chicago Black Hawks Stan Mikita (29:59) Ted Bulley (57:55) | 2:5 (0:4, 1:1, 1:0) Spielbericht Stand: 0:4 | Boston Bruins Peter McNab (0:51) Terry O’Reilly (6:14) Peter McNab (8:15) Brad Park (11:40) Brad Park (39:39) | Chicago Stadium, Chicago, Illinois Zuschauer: 13.288 |

### (3) New York Islanders – (6) Toronto Maple Leafs
| 17. April 1978 | New York Islanders Mike Kaszycki (7:58) Bob Nystrom (14:09) Mike Bossy (16:39) Wayne Merrick (34:06) | 4:1 (3:0, 1:1, 0:0) Spielbericht Stand: 1:0 | Toronto Maple Leafs Darryl Sittler (32:48) | Nassau Veterans Memorial Coliseum, Uniondale, New York Zuschauer: 15.137 |

| 19. April 1978 | New York Islanders Clark Gillies (16:28) Bob Bourne (23:24) Mike Bossy (62:50) | 3:2 n. V. (1:1, 0:0, 1:1, 1:0) Spielbericht Stand: 2:0 | Toronto Maple Leafs Ian Turnbull (13:03) George Ferguson (29:41) | Nassau Veterans Memorial Coliseum, Uniondale, New York Zuschauer: 15.317 |

| 21. April 1978 | Toronto Maple Leafs Ron Ellis (34:37) Ian Turnbull (45:37) | 2:0 (0:0, 1:0, 1:0) Spielbericht Stand: 1:2 | New York Islanders | Maple Leaf Gardens, Toronto, Ontario Zuschauer: 16.485 |

| 23. April 1978 | Toronto Maple Leafs Börje Salming (23:53) Stan Weir (24:09) Pat Boutette (44:49) | 3:1 (0:0, 2:1, 1:0) Spielbericht Stand: 2:2 | New York Islanders Bob Nystrom (30:54) | Maple Leaf Gardens, Toronto, Ontario Zuschauer: 16.485 |

| 25. April 1978 | New York Islanders Denis Potvin (33:39) Bob Nystrom (68:02) | 2:1 n. V. (0:0, 1:1, 0:0, 1:0) Spielbericht Stand: 3:2 | Toronto Maple Leafs Ian Turnbull (21:10) | Nassau Veterans Memorial Coliseum, Uniondale, New York Zuschauer: 15.317 |

| 27. April 1978 | Toronto Maple Leafs Darryl Sittler (2:49) Jack Valiquette (3:40) Lanny McDonald (11:03) Stan Weir (12:53) Pat Boutette (24:36) | 5:2 (4:0, 1:0, 0:2) Spielbericht Stand: 3:3 | New York Islanders Clark Gillies (44:51) Bob Bourne (57:53) | Maple Leaf Gardens, Toronto, Ontario Zuschauer: 16.485 |

| 29. April 1978 | New York Islanders Denis Potvin (5:18) | 1:2 n. V. (1:0, 0:1, 0:0, 0:1) Spielbericht Stand: 3:4 | Toronto Maple Leafs Ian Turnbull (23:42) Lanny McDonald (64:13) | Nassau Veterans Memorial Coliseum, Uniondale, New York Zuschauer: 15.317 |

### (4) Philadelphia Flyers – (5) Buffalo Sabres
| 17. April 1978 | Philadelphia Flyers Rick MacLeish (6:19) Bob Kelly (21:08) Rick MacLeish (26:13) Bill Barber (41:28) | 4:1 (1:1, 2:0, 1:0) Spielbericht Stand: 1:0 | Buffalo Sabres Terry Martin (6:34) | The Spectrum, Philadelphia, Pennsylvania Zuschauer: 17.077 |

| 19. April 1978 | Philadelphia Flyers Bill Barber (7:16) André Dupont (24:09) Rick MacLeish (30:31) | 3:2 (1:1, 2:1, 0:0) Spielbericht Stand: 2:0 | Buffalo Sabres Rick Martin (11:58) Danny Gare (34:20) | The Spectrum, Philadelphia, Pennsylvania Zuschauer: 17.077 |

| 22. April 1978 | Buffalo Sabres Gary McAdam (29:18) Gilbert Perreault (40:43) Derek Smith (43:17) Danny Gare (52:25) | 4:1 (0:1, 1:0, 3:0) Spielbericht Stand: 1:2 | Philadelphia Flyers Rick MacLeish (8:36) | Buffalo Memorial Auditorium, Buffalo, New York Zuschauer: 16.433 |

| 23. April 1978 | Buffalo Sabres Craig Ramsay (15:13) Craig Ramsay (56:57) | 2:4 (1:3, 0:0, 1:1) Spielbericht Stand: 1:3 | Philadelphia Flyers Bob Kelly (5:56) Ross Lonsberry (8:02) Rick MacLeish (14:13) Bill Barber (54:59) | Buffalo Memorial Auditorium, Buffalo, New York Zuschauer: 16.433 |

| 25. April 1978 | Philadelphia Flyers Bobby Clarke (13:43) Paul Holmgren (31:07) Ross Lonsberry (34:34) Don Saleski (46:59) | 4:2 (1:0, 2:1, 1:1) Spielbericht Stand: 4:1 | Buffalo Sabres Terry Martin (30:53) Derek Smith (53:04) | The Spectrum, Philadelphia, Pennsylvania Zuschauer: 17.077 |

## Halbfinale

### (1) Canadiens de Montréal – (6) Toronto Maple Leafs
| 2. Mai 1978 | Canadiens de Montréal Serge Savard (0:23) Yvan Cournoyer (17:06) Jacques Lemaire (19:13) Yvan Cournoyer (43:14) Guy Lafleur (48:54) | 5:3 (3:1, 0:1, 2:1) Spielbericht Stand: 1:0 | Toronto Maple Leafs Ron Ellis (2:25) Ian Turnbull (28:27) Pat Boutette (54:32) | Forum de Montréal, Montréal, Québec Zuschauer: 16.383 |

| 4. Mai 1978 | Canadiens de Montréal Larry Robinson (4:01) Guy Lafleur (6:46) Guy Lafleur (35:32) | 3:2 (2:0, 1:2, 0:0) Spielbericht Stand: 2:0 | Toronto Maple Leafs Ian Turnbull (25:47) Dan Maloney (28:35) | Forum de Montréal, Montréal, Québec Zuschauer: 17.049 |

| 6. Mai 1978 | Toronto Maple Leafs George Ferguson (28:50) | 1:6 (0:3, 1:2, 0:1) Spielbericht Stand: 0:3 | Canadiens de Montréal Steve Shutt (1:34) Rick Chartraw (13:09) Yvon Lambert (17:00) Guy Lafleur (31:02) Jacques Lemaire (32:26) Guy Lafleur (45:08) | Maple Leaf Gardens, Toronto, Ontario Zuschauer: 16.485 |

| 9. Mai 1978 | Toronto Maple Leafs | 0:2 (0:1, 0:1, 0:0) Spielbericht Stand: 0:4 | Canadiens de Montréal Jacques Lemaire (7:21) Steve Shutt (22:15) | Maple Leaf Gardens, Toronto, Ontario Zuschauer: 16.485 |

### (2) Boston Bruins – (4) Philadelphia Flyers
| 2. Mai 1978 | Boston Bruins Jean Ratelle (7:45) Don Marcotte (35:28) Rick Middleton (61:43) | 3:2 n. V. (1:1, 1:0, 0:1, 1:0) Spielbericht Stand: 1:0 | Philadelphia Flyers Reggie Leach (15:24) Bobby Clarke (45:02) | Boston Garden, Boston, Massachusetts Zuschauer: 14.802 |

| 4. Mai 1978 | Boston Bruins Bobby Schmautz (6:01) Rick Middleton (6:55) Wayne Cashman (12:31) Jean Ratelle (19:51) Bobby Schmautz (22:36) Rick Middleton (54:24) Gregg Sheppard (56:39) | 7:5 (4:1, 1:3, 2:1) Spielbericht Stand: 2:0 | Philadelphia Flyers Orest Kindrachuk (17:48) Bill Barber (25:22) Rick MacLeish (28:06) Bob Dailey (39:20) Bobby Clarke (41:41) | Boston Garden, Boston, Massachusetts Zuschauer: 14.502 |

| 7. Mai 1978 | Philadelphia Flyers André Dupont (10:36) Orest Kindrachuk (31:56) Bill Barber (43:32) | 3:1 (1:1, 1:0, 1:0) Spielbericht Stand: 1:2 | Boston Bruins Brad Park (13:42) | The Spectrum, Philadelphia, Pennsylvania Zuschauer: 17.077 |

| 9. Mai 1978 | Philadelphia Flyers Jimmy Watson (36:26) Orest Kindrachuk (46:34) | 2:4 (0:2, 1:1, 1:1) Spielbericht Stand: 1:3 | Boston Bruins Bobby Schmautz (6:20) Don Marcotte (15:43) Wayne Cashman (33:57) Bobby Schmautz (59:25) | The Spectrum, Philadelphia, Pennsylvania Zuschauer: 17.077 |

| 11. Mai 1978 | Boston Bruins Mike Milbury (17:04) Brad Park (24:29) Bobby Schmautz (37:58) Don Marcotte (46:18) Peter McNab (52:22) Jean Ratelle (58:56) | 6:3 (1:0, 2:3, 3:0) Spielbericht Stand: 4:1 | Philadelphia Flyers Bill Barber (22:56) Orest Kindrachuk (33:40) Orest Kindrachuk (33:51) | Boston Garden, Boston, Massachusetts Zuschauer: 14.602 |

## Stanley-Cup-Finale

### (1) Canadiens de Montréal – (2) Boston Bruins
| 13. Mai 1978 | Canadiens de Montréal Guy Lafleur (4:31) Yvon Lambert (9:53) Steve Shutt (33:54) Yvan Cournoyer (43:55) | 4:1 (2:1, 1:0, 1:0) Spielbericht Stand: 1:0 | Boston Bruins Brad Park (2:31) | Forum de Montréal, Montréal, Québec Zuschauer: 17.168 |

| 16. Mai 1978 | Canadiens de Montréal Steve Shutt (27:00) Bob Gainey (52:12) Guy Lafleur (73:09) | 3:2 n. V. (0:0, 1:1, 1:1, 1:0) Spielbericht Stand: 2:0 | Boston Bruins Brad Park (23:57) Rick Smith (55:48) | Forum de Montréal, Montréal, Québec Zuschauer: 17.426 |

| 18. Mai 1978 | Boston Bruins Gary Doak (0:59) Rick Middleton (5:11) Peter McNab (42:54) Terry O’Reilly (55:39) | 4:0 (2:0, 0:0, 2:0) Spielbericht Stand: 1:2 | Canadiens de Montréal | Boston Garden, Boston, Massachusetts Zuschauer: 14.502 |

| 21. Mai 1978 | Boston Bruins Gregg Sheppard (0:25) Peter McNab (49:19) Brad Park (53:20) Bobby Schmautz (66:22) | 4:3 n. V. (1:1, 0:1, 2:1, 1:0) Spielbericht Stand: 2:2 | Canadiens de Montréal Doug Risebrough (3:26) Larry Robinson (27:00) Guy Lafleur (59:27) | Boston Garden, Boston, Massachusetts Zuschauer: 14.602 |

| 23. Mai 1978 | Canadiens de Montréal Larry Robinson (7:46) Pierre Mondou (11:10) Pierre Larouche (33:04) Jacques Lemaire (38:42) | 4:1 (2:0, 2:0, 0:1) Spielbericht Stand: 3:2 | Boston Bruins Don Marcotte (51:22) | Forum de Montréal, Montréal, Québec Zuschauer: 17.387 |

| 25. Mai 1978 | Boston Bruins Brad Park (4:05) | 1:4 (1:2, 0:2, 0:0) Spielbericht Stand: 2:4 | Canadiens de Montréal Steve Shutt (7:01) Mario Tremblay (9:20) Mario Tremblay (33:37) Réjean Houle (37:46) | Boston Garden, Boston, Massachusetts Zuschauer: 14.602 |

### Stanley-Cup-Sieger
| Stanley-Cup-Sieger Canadiens de Montréal | Torhüter: Ken Dryden, Michel Larocque Verteidiger: Pierre Bouchard, Rick Chartraw, Brian Engblom, Guy Lapointe, Gilles Lupien, Bill Nyrop, Larry Robinson, Serge Savard Angreifer: Yvan Cournoyer (C), Bob Gainey, Réjean Houle, Doug Jarvis, Guy Lafleur, Yvon Lambert, Pierre Larouche, Jacques Lemaire, Pierre Mondou, Doug Risebrough, Steve Shutt, Mario Tremblay, Murray Wilson Cheftrainer: Scotty Bowman General Manager: Sam Pollock |

## Beste Scorer
Abkürzungen: GP = Spiele, G = Tore, A = Assists, Pts = Punkte, +/− = Plus/Minus, PIM = Strafminuten; Fett: Bestwert
| Spieler         | Team         | GP | G  | A  | Pts | +/− | PIM |
| --------------- | ------------ | -- | -- | -- | --- | --- | --- |
| Guy Lafleur     | Montréal     | 15 | 10 | 11 | 21  | +10 | 16  |
| Larry Robinson  | Montréal     | 15 | 4  | 17 | 21  | +21 | 6   |
| Brad Park       | Boston       | 15 | 9  | 11 | 20  | +13 | 14  |
| Peter McNab     | Boston       | 15 | 8  | 11 | 19  | +7  | 2   |
| Steve Shutt     | Montréal     | 15 | 9  | 8  | 17  | +9  | 20  |
| Rick MacLeish   | Philadelphia | 12 | 7  | 9  | 16  | +1  | 4   |
| Ian Turnbull    | Toronto      | 13 | 6  | 10 | 16  | +3  | 10  |
| Bobby Schmautz  | Boston       | 15 | 7  | 8  | 15  | +3  | 11  |
| Terry O’Reilly  | Boston       | 15 | 5  | 10 | 15  | +11 | 40  |
| Jacques Lemaire | Montréal     | 15 | 6  | 8  | 14  | +13 | 10  |

Serge Savard von den Canadiens de Montréal erreichte ebenfalls eine Plus/Minus-Statistik von +21.

## Beste Torhüter
Die kombinierte Tabelle zeigt die jeweils drei besten Torhüter in den Kategorien Gegentorschnitt und Fangquote sowie die jeweils Führenden in den Kategorien Shutouts und Siege.
Abkürzungen: GP = Spiele, Min = Eiszeit (in Minuten), W = Siege, L = Niederlagen, GA = Gegentore, SO = Shutouts, Sv% = gehaltene Schüsse (in %), GAA = Gegentorschnitt; Fett: Bestwert; Sortiert nach Gegentorschnitt.
 Erfasst werden nur Torhüter mit 180 absolvierten Spielminuten.
| Spieler        | Team         | GP | Min    | W  | L | GA | SO | Sv%  | GAA  |
| -------------- | ------------ | -- | ------ | -- | - | -- | -- | ---- | ---- |
| Ken Dryden     | Montréal     | 15 | 917:55 | 12 | 3 | 29 | 2  | 92,0 | 1,90 |
| Ron Grahame    | Boston       | 4  | 201:50 | 2  | 1 | 15 | 0  | 89,4 | 2,08 |
| Glenn Resch    | NY Islanders | 7  | 384:49 | 3  | 4 | 15 | 0  | 91,4 | 2,34 |
| Mike Palmateer | Toronto      | 13 | 793:00 | 6  | 7 | 32 | 2  | 91,9 | 2,42 |